# Garde-Train-Bataillon

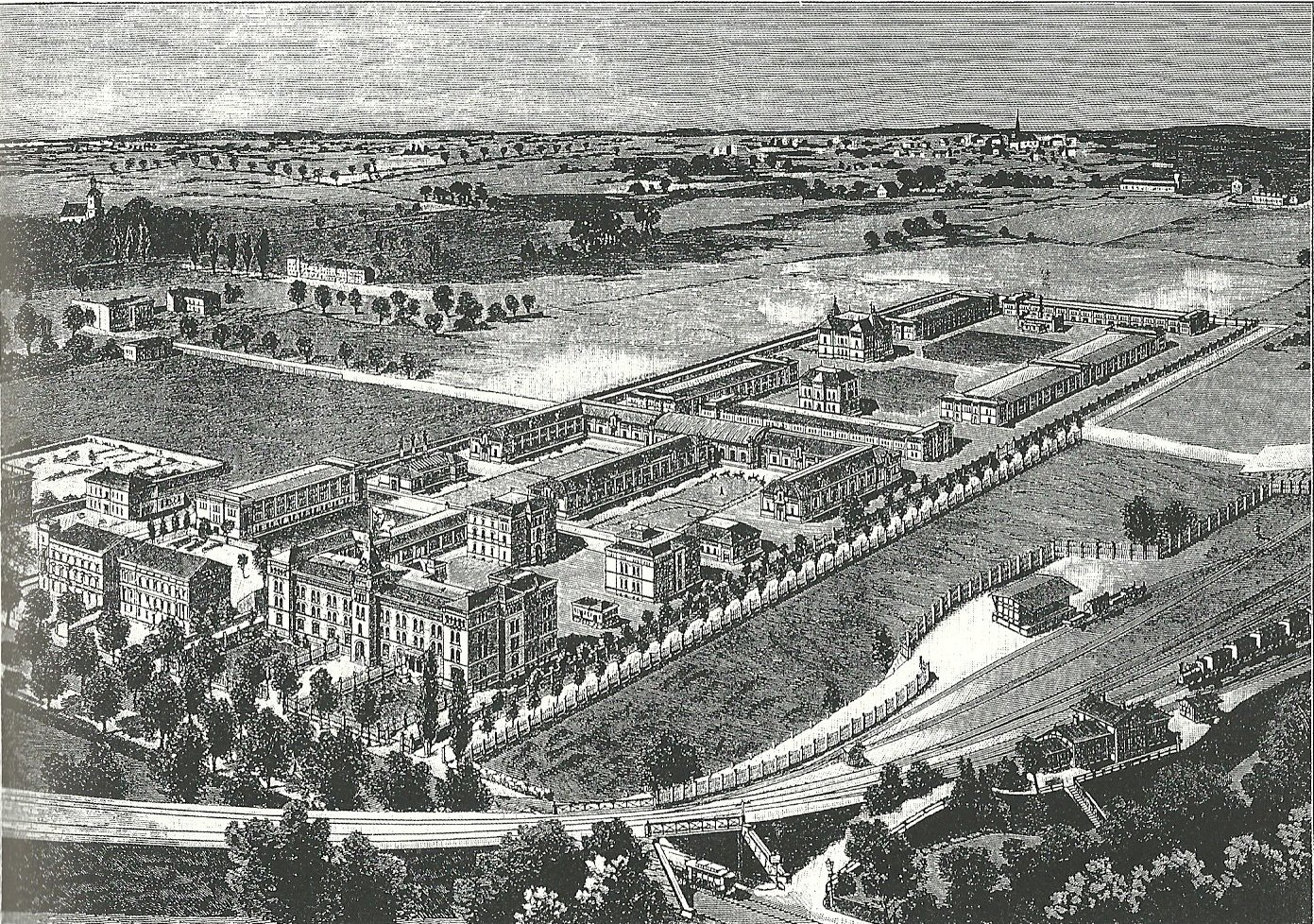
Kaserne des Garde-Train-Bataillons an der Ringbahn, Schaubild um 1890

Das Garde-Train-Bataillon war das Train-Bataillon des Gardekorps der preußischen Armee. Es unterstand dem Kommandeur des Trains des Gardekorps, III. und IV. Armee-Korps bzw. der Train-Inspektion. Friedensstandort war Berlin-Tempelhof. Das Kasernengelände befand sich westlich des heutigen Tempelhofer Damms zwischen der Ringbahnstraße und der Berliner Ringbahn.
Auf dem Grundstück Ringbahnstraße 126/134 und Schöneberger Straße 11–15 sind zwei Speicher des Garde-Train-Bataillons erhalten geblieben.

## Weiternutzung
Die Reichspost mietete 1922 das Gebäude in der Ringbahnstraße 130 an und errichtete dort einen expressionistischen Klinkerbau für das Reichspostzentralamt. Entworfen wurde es von den Postbauräten Edmund Beisel und Karl Pfuhl.